# Ibarrolle
Ibarrolle – miejscowość i gmina we Francji, w regionie Nowa Akwitania, w departamencie Pireneje Atlantyckie.
Według danych na rok 1990 gminę zamieszkiwały 92 osoby, a gęstość zaludnienia wynosiła 10 osób/km² (wśród 2290 gmin Akwitanii Ibarrolle plasuje się na 1084. miejscu pod względem liczby ludności, natomiast pod względem powierzchni na miejscu 1122.).